# Sonic Dream Team
Sonic Dream Team es un videojuego de plataformas de 2023 desarrollado por Hardlight y publicado por Sega. Una entrega de la serie Sonic the Hedgehog, se lanzó en iOS, macOS y tvOS a través de Apple Arcade el 5 de diciembre de 2023. El juego sigue a Sonic, Tails, Knuckles, Amy Rose, Rouge y Cream atravesando Reverie Haven, que está corrompido por Doctor Eggman, usando un misterioso dispositivo protegido por un guardián llamado Ariem, para detenerlo. El jugador irá recogiendo Dream Orbs de uno de los seis personajes al completar una serie de misiones en varias etapas. Cada personaje, cada uno con sus propias habilidades únicas, se puede desbloquear para el jugador después de recoger suficientes Dream Orbs. El aspecto multipersonaje del juego marca el regreso a una jugabilidad en 3D similar a la que se vio por primera vez en Sonic Adventure (1998) y Sonic Heroes (2003).
El mundo de sueños de Dream Team se creó como resultado de dar forma a la narrativa del juego en torno al regreso de Cream, queriendo que se sintiera como una razón natural por la que se la pondría en peligro. El juego en sí se diseñó en torno a la idea de estar en un estado de flujo estimulante, con niveles diseñados para emular montañas rusas y halfpipes. El juego se desarrolló en menos de 2 años y es el primer juego de Sonic en 3D para móviles. Hardlight ya había trabajado anteriormente en otros títulos móviles de Sonic, como Sonic Jump (2012), Sonic Dash (2013) y Sonic Forces: Speed Battle (2017).
Sonic Dream Team recibió una recepción generalmente positiva por su jugabilidad y sus gráficos, aunque recibió críticas por su historia y su corta duración.

## Jugabilidad
Sonic Dream Team es un juego de plataformas en 3D que sigue a Sonic the Hedgehog y a sus amigos a través de varios niveles que tienen lugar dentro de los sueños del Doctor Eggman. El juego cuenta con seis personajes jugables: Sonic, Amy Rose, Tails, Cream the Rabbit, Knuckles the Echidna y Rouge the Bat. Además de realizar ataques teledirigidos y carreras con impulso, Sonic y Amy pueden hacer Light Dash a través de filas de anillos, Tails y Cream pueden volar durante breves períodos de tiempo, y Knuckles y Rouge pueden planear y trepar paredes. Los jugadores pueden cambiar entre los personajes disponibles para usar sus habilidades y alcanzar áreas de cada nivel a las que otros no pueden llegar. El juego cuenta con 4 mundos, cada uno de los cuales se divide en 3 niveles abiertos. Para avanzar en la historia, el jugador debe recolectar los orbes de los sueños que se encuentran dispersos por todo el nivel. Algunos niveles también tienen misiones adicionales que requieren personajes específicos para superar. Los elementos adicionales pueden desbloquear contenido adicional. El juego cuenta con controles de pantalla táctil y compatibilidad con controlador.

## Trama
El Doctor Eggman descubre una antigua reliquia llamada Reverie, un objeto con poderes para controlar los sueños que permiten a su usuario manipular sus sueños para convertirlos en realidad. Eggman, queriendo usar este poder para su propio beneficio, roba la Reverie y secuestra a Cream the Rabbit y a su mascota Chao Cheese para acceder al poder de la reliquia. Eggman activa la Reverie y su guardián sella a Eggman dentro de sus sueños antes de que pueda dañar la realidad. Sonic, Tails, Knuckles, Amy Rose y Rouge llegan al lugar para intentar rescatar a Cream y Cheese, a quienes el guardián también envía a todos a dormir y, como resultado, ingresan al sueño de Eggman. Al despertar en el mundo de los sueños, conocido como Reverie Haven, Sonic conoce a la Guardiana de Reverie y Dreamweaver, Ariem. Ariem le pide a Sonic que recolecte Dream Orbs para ella para que pueda restaurar a los amigos de Sonic y recuperar Reverie Haven de los paisajes oníricos que Eggman ha construido.

## Desarrollo
Según el director creativo Dan Rossati, la intención del juego era "crear un juego que permitiera a los jugadores entrar en un estado de fluidez estimulante", comparando el juego con "parques de patinaje y pistas de bobsleigh con esquinas redondeadas" que están diseñadas para mantener el flujo del jugador mientras corre por cada una de las zonas.
El tráiler de presentación se lanzó el 1 de noviembre de 2023, con música compuesta por Tee Lopes. El 22 de noviembre de 2023 se lanzó un tráiler posterior con la animación de apertura del juego, con animación de Powerhouse Animation. Se lanzó para los suscriptores de Apple Arcade el 5 de diciembre de 2023 en iOS, macOS y tvOS.
Sega confirmó que "Dream Team" recibiría tres actualizaciones importantes en una línea similar a "Sonic Frontiers" (2022), y la primera se lanzó el 14 de febrero de 2024, agregando una contrarreloj de speedrunning y revisando las peleas contra jefes. Shadow the Hedgehog se agregará como personaje jugable en una próxima actualización.

## Reception
Según el sitio web Metacritic, el agregador de reseñas, Sonic Dream Team recibió "críticas generalmente favorables" basadas en 9 reseñas.
AppTrigger dijo que es el juego que "los fanáticos de Sonic en 3D han estado esperando durante mucho tiempo". Varios críticos elogiaron su estética, sus objetivos atractivos y su estilo de juego, al tiempo que calificaron la historia de "insípida" y el juego de muy corto.